# 阿納德爾高原
阿納德爾高原是俄羅斯的高原，由楚科奇自治區負責管轄，全長400公里，最高點海拔高度1,116米，由玄武岩、安山岩、英安岩組成，埃利格格特根湖位於該高原。